# Cateugnamptus congestus
Cateugnamptus congestus là một loài bọ cánh cứng trong họ Rhynchitidae. Loài này được Voss miêu tả khoa học năm 1941.